# Tibellus shikerpurensis
Espèce
Tibellus shikerpurensis est une espèce d'araignées aranéomorphes de la famille des Philodromidae.

## Distribution
Cette espèce est endémique du Bangladesh. Elle se rencontre vers Jhenidah.

## Description
La femelle holotype mesure 6,40 mm.

## Étymologie
Son nom d'espèce, composé de shikerpur et du suffixe latin -ensis, « qui vit dans, qui habite », lui a été donné en référence au lieu de sa découverte, Shikarpur.

## Publication originale
- Biswas & Raychaudhuri, 2003 : A new species of spider of the genus Tibellus Simon (Araneae: Thomisidae) from Jhenidah, Bangladesh. Journal of the Bombay Natural History Society, vol. 100, p. 84-86 (texte intégral).